# Il libro del fato
Il libro del fato (The Book of Fate) è un romanzo di genere thriller politico scritto da Brad Meltzer e pubblicato nel 2006.

## Trama
Wes Holloway è l'assistente del presidente degli Stati Uniti Leland Manning il quale un giorno subisce un attentato sulla propria limousine presidenziale; entrambi riescono però a salvarsi. Dopo anni però Holloway si rende conto che dietro l'attentato c'è di più, e inizia a indagare scoprendo cospirazioni massoniche.

## Edizioni
Edizione originale
- (EN) Brad Meltzer, The Book of Fate, Grand Central Publishing, settembre 2006, ISBN 0-446-53099-9.

Edizione in lingua italiana
- Brad Meltzer, Il libro del fato, traduzione di Alberto Cristofori, Garzanti, Milano 2007 ISBN 978-88-11-68598-2
- Brad Meltzer, Il libro del fato, traduzione di Alberto Cristofori, Garzanti, Milano 2009 ISBN 978-88-11-68133-5